# Arthur Carnell
Arthur Ashton Carnell (* 21. März 1862 in London; † 11. September 1940 ebenda) war ein britischer Sportschütze.

## Erfolge
Arthur Carnell nahm an den Olympischen Spielen 1908 in London teil, bei denen er mit dem Kleinkalibergewehr auf 50 und 100 Yards antrat. Mit insgesamt 387 Punkten schloss er den Wettbewerb vor Harold Humby und George Barnes auf dem ersten Rang ab, womit er Olympiasieger wurde. Aufgrund dieser Leistung wurde ihm ein Startplatz im Mannschaftswettbewerb angeboten, für den er bislang nur als Reserve benannt war. Carnell lehnte das Angebot jedoch ab, da er keinem anderen Schützen die Chance auf einen olympischen Wettbewerb verwehren wollte.